# نادي تيوتا دورس
نادي تيوتا دورس لكرة القدم (Klubi Sportiv Teuta Durrës) هو نادي كرة قدم ألباني، تأسس سنة 1920.

## وصلات خارجية
- الموقع الرسمي